# Firmin Maglin
Firmin Édouard Maglin, né en 1867 à Paris et mort à Auxy en 1946, est un peintre et lithographe français.

## Biographie
Édouard Firmin Jean Baptiste Maglin est le fils de Firmin Adonis Maglin, peintre sur porcelaine, et de Constance Valérie Émélie Navlet.
Formé aux écoles de dessin de la ville de Paris Germain-Pilon et Bernard-Palissy, élève de Ferdinand Humbert et de Henri Gervex, Firmin Maglin commence d'exposer au Salon des artistes français à partir de 1890 jusqu'en 1909. Il réside à partir de 1902 entre Montgeron et Chantecoq (Loiret),. Il participe également au Salon des indépendants (1895) et au Salon d'Automne de 1903 et 1904. Ses peintures sont d'un style postimpressionniste.
En mars 1894, il montre des paysages chez Le Barc de Boutteville. Il épouse Émilie Célina Mancelle en septembre de la même année.
En novembre 1899, il expose une soixantaine de paysages au Salon des Cent, présentés par Octave Uzanne qui le qualifie de « peintre des quiétudes rustiques ». 
En novembre 1908, il expose des paysages et des portraits à la Galerie Doré de Londres.
On lui connaît des illustrations lithographiques pour des ouvrages de bibliophilie.
Il a une sœur, Claire Maglin-Rochette, qui est artiste peintre.
Il meurt en 1946 dans sa maison de campagne à Auxy (Loiret). Son atelier est dispersé en juillet de la même année à Puiseaux.

## Ouvrages illustrés
- Stéphane Servant, Les joyeuses et émerveillantes aventures des six frères du Petit Poucet, deux compositions, Ch. Fontane, 1911.
- Stéphane Servant, Fragments d'œuvres, Montluçon, Cahiers du centre, 1911.
- Rodolphe Bringer, Les policiers de l'Empereur. Le secret de Brumaire, éditions Albert Méricant, 1926.
- Pierre Louÿs, Aphrodite, 12 gravures en couleurs, collection « Byblis », Simon Kra, 1930.

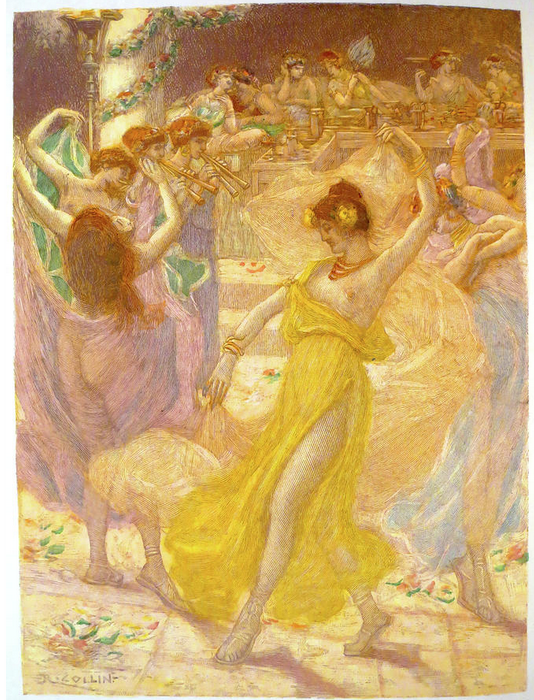
Une des 12 compositions pour Aphrodite (1930).
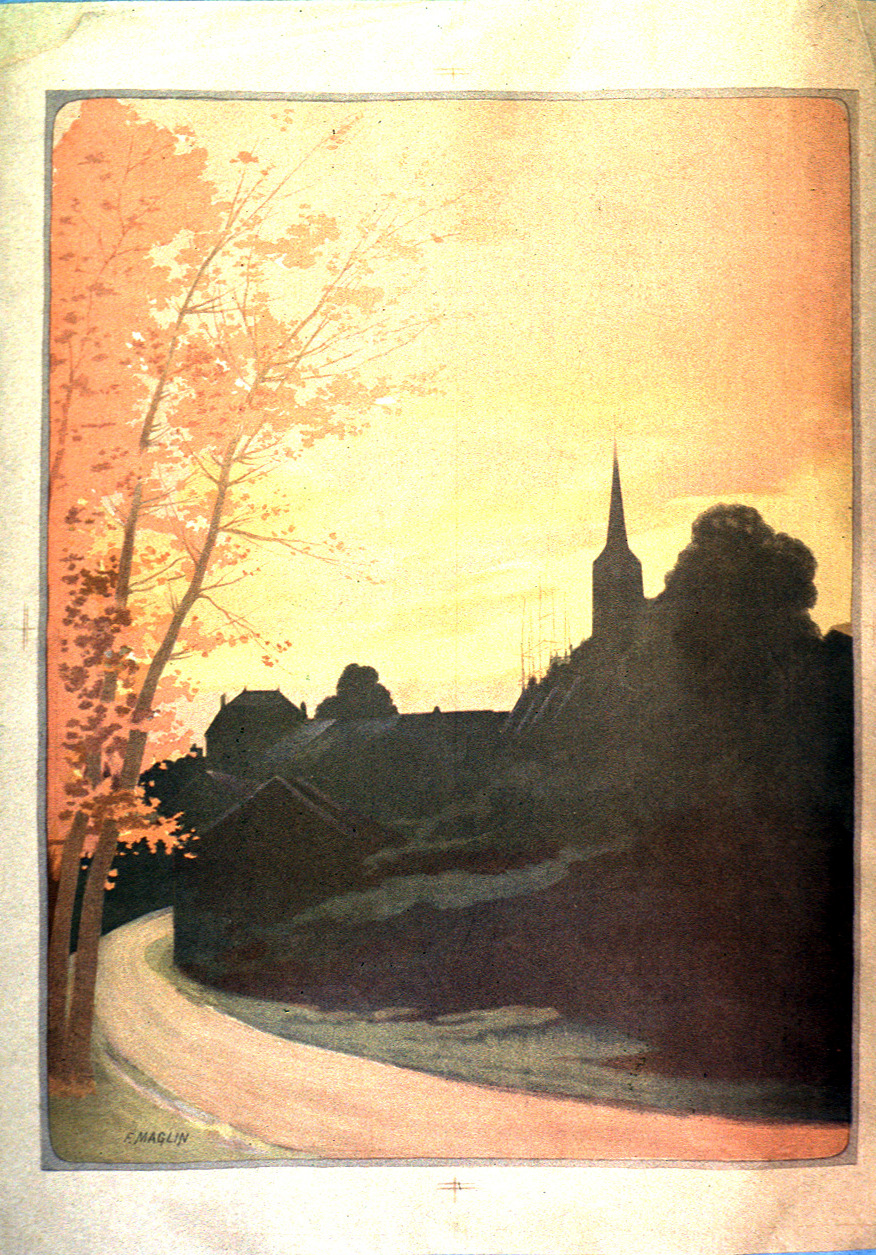
Affiche lithographiée avant la lettre du Salon des Cent, exposition de 1899.